# Basilique de l'Enfant-Saint de Cebu
La basilique de l'Enfant-Saint (en anglais : basilica of the Sto. Niño) est une basilique du XVIe siècle située dans la ville de Cebu aux Philippines. Elle a été construite à l'endroit où une sculpture représentant l'Enfant Jésus et appelée Santo Niño (en) fut retrouvée par les explorateurs espagnols en 1565, après avoir été offerte par Fernand de Magellan à la reine de Cebu en 1521.

## Histoire
L'église a été fondée par un prêtre augustinien, Andrés de Urdaneta, le 28 avril 1565. La première structure fut construite sur la terre, en bois dur et en nypa en 1566 sous la direction du Frère Diego Herrera. En 1735, Fernando y Valdés Tamon, le gouverneur de Cebu, a ordonné sa reconstruction en pierre au même endroit. Celle-ci a été achevée en 1739.
En 1965, au cours du quatrième centenaire de la christianisation des Philippines, le pape Paul VI a élevé l'église au rang de basilique mineure.
La basilique reste sous la garde de l'Ordre de Saint-Augustin.
Il s'agit de la plus ancienne église de l'archipel des Philippines et elle est le principal lieu de célébration lors du festival Sinulog.

## Tremblement de terre de 2013

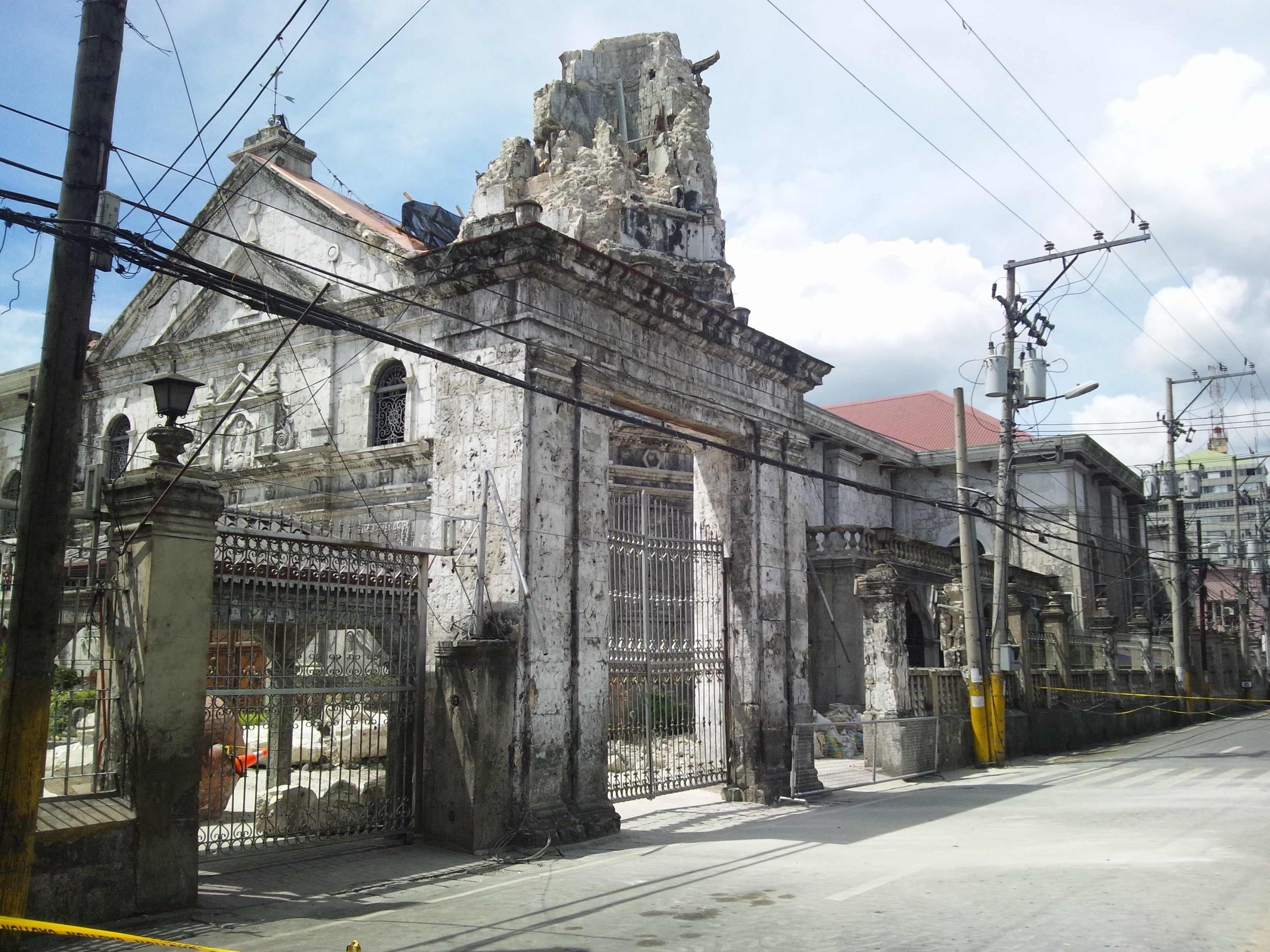
État de la basilique le 3 novembre 2013.

La basilique a été partiellement détruite lors du séisme d'une magnitude de 7,1 qui a frappé la région le 15 octobre 2013. La majeure partie du clocher, ainsi que la façade se sont écroulés. L'intérieur de la basilique présente des murs et des fresques fissurés.
Les travaux de restauration de l'édifice commencent en 2015 et durent 6 mois. Une cérémonie est organisée le 2 mars 2016 en présence du président Benigno Aquino III. Ce dernier déclara au sujet de la basilique et de la croix de Magellan : « Ces deux structures sont les sites les plus populaires de Cebu. Ce sont des trésors qui reflètent la riche histoire de votre lieu. [Par conséquent], le gouvernement a la responsabilité de prendre soin de ce patrimoine ».